# HMS Ark Royal (R09)
La HMS Ark Royal (R09), quarta nave da guerra della Royal Navy britannica a portare questo nome, è stata una portaerei classe Audacious. Con la sua gemella HMS Eagle fu una delle più grandi portaerei britanniche mai costruite. Venne costruita nei cantieri Cammell Laird, venendo impostata il 3 maggio 1943, in piena seconda guerra mondiale, varata sette anni dopo il 3 maggio 1950 ed entrata in servizio il 25 febbraio 1955.
Operativa tra gli anni cinquanta e settanta operò con aerei a reazione di vario tipo e rappresentò una delle migliori navi dell'epoca.

## Costruzione e modifiche
La Ark Royal venne costruita insieme alla sorella Eagle, inizialmente denominata Audacious e origine del nome della classe. Inizialmente era prevista la costruzione di quattro unità ma, alla fine della seconda guerra mondiale, la Africa e la Eagle originaria vennero cancellate, mentre la costruzione delle due unità rimanenti venne sospesa per diversi anni. Entrambe le navi sarebbero state più volte modernizzate e modificate durante la loro vita operativa.
L'unità, inizialmente chiamata Irresistible, venne ribattezzata Ark Royal prima del varo. La precedente unità a portare questo nome era stata un'altra portaerei, affondata al largo di Gibilterra il 14 novembre 1941 con la perdita di un membro dell'equipaggio.
L'unità non venne varata prima del 1950 ed i lavori di completamento richiesero altri cinque anni. Durante questo periodo venne riprogettata estensivamente, risultando marcatamente differente dalla sorella Eagle.
Al momento dell'ingresso in servizio aveva un ponte di volo leggermente angolato con un'ampiezza di 5.5° dall'asse della nave, due catapulte a vapore in grado di lanciare apparecchi con peso fino a 14.000 kg, un elevatore esterno sul lato sinistro, armamento modificato e il nuovo sistema ottico di aiuto all'appontaggio. Fu la prima unità britannica ad avere il ponte di volo angolato e le catapulte a vapore dalla costruzione, mentre nelle precedenti unità queste apparecchiature erano state installate durante appositi interventi di ammodernamento. Queste innovazioni permisero alla portaerei di gestire contemporaneamente decolli e appontaggi. Il ponte di volo misurava 240 X 34 metri.
Circa un anno dopo l'ingresso in servizio i cannoni da 113 mm situati a prua sulla fiancata sinistra vennero rimossi per lasciare più spazio alle operazioni di decollo dal ponte inclinato. Quattro anni dopo l'elevatore di sinistra venne eliminato insieme ai rimanenti cannoni da 113 mm di prua. Gli ultimi cannoni da 113 vennero rimossi durante i lavori di modernizzazione del 1964. Tra il marzo 1967 ed il febbraio 1970 vennero effettuati gli ultimi grandi lavori di manutenzione e modernizzazione, che le permisero di operare anche i più grandi Phantom e Buccaneer Mk.2. L'inclinazione del ponte di volo rispetto all'asse venne aumentata fino a 8.5°, vennero installate nuove catapulte e nuovi cavi d'arresto. Anche l'isola venne modificata parzialmente insieme all'apparato elettronico e radar, anche se parte dell'equipaggiamento originale rimase in uso. Vennero anche predisposti lanciatori per missili Sea Cat, che non vennero però mai installati, lasciando la nave senza alcun tipo di difesa.
All'ingresso in servizio la Ark Royal imbarcava fino a 50 aerei tra Sea Hawk, Sea Venom, Fairey Gannet e Skyraider, oltre a vari elicotteri. Con il passare degli anni e l'ingresso in servizio di nuovi aerei più grandi e complessi, il numero di mezzi imbarcati scese a meno di 40 quando l'unità venne radiata nel 1978.

## Servizio
La Ark Royal partecipò durante la sua vita operativa a molte esercitazioni come parte della Royal Navy e delle forze NATO, senza partecipare mai a missioni di combattimento. Non venne impiegata attivamente durante la crisi di Suez, avvenuta ad un solo anno dalla sua entrata in servizio, in quanto al momento era impegnata nelle prove in mare successive a dei lavori di modifica. Nel 1963 si svolsero a bordo i test per lo sviluppo di un nuovo tipo di aereo a decollo verticale (V/STOL), l'Hawker P.1127, dal quale sarebbe poi stato sviluppato l'Hawker Siddeley Harrier.
Il 9 novembre 1970 rimase coinvolta in un noto incidente, entrando in collisione con un cacciatorpediniere sovietico classe Kotlin mentre questo seguiva da vicino la Ark Royal, manovra frequente durante la Guerra fredda. La nave si trovava nel Mediterraneo per partecipare ad una esercitazione della NATO e rimase solo leggermente danneggiata nella collisione; anche il cacciatorpediniere ebbe danni minori e il Comandante della Ark Royal venne assolto da ogni accusa relativa all'incidente durante la successiva corte marziale.

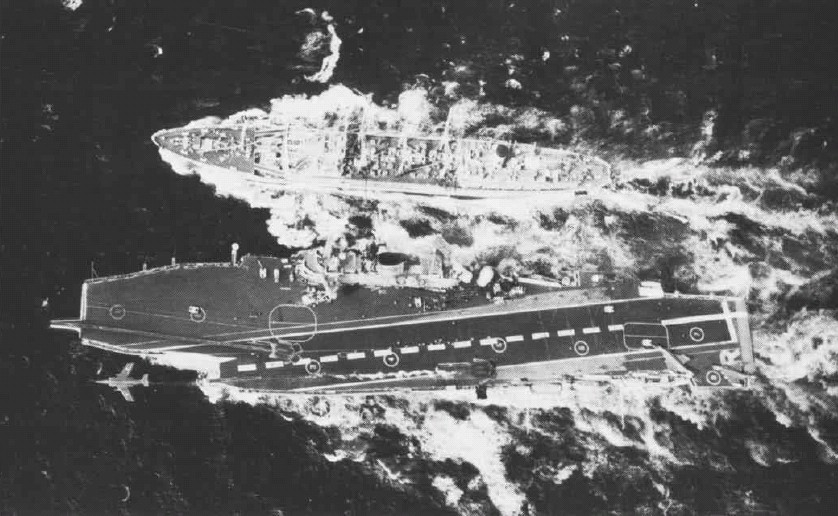
La Ark Royal e un'unità della Royal Fleet Auxiliary viste dall'alto in una foto degli anni 70

Nel 1970, la Ark Royal imbarcava 39 aerei. La conformazione tipica comprendeva 12 Phantom FG MK.1s, dell'892 Squadron, 14 Buccaneer S MK.2s dell'809 Squadron, 4 Gannet AEW Mk.3s del B Flight 849 Squadron, 6 Sea King HAS Mk.1s dell'824 Squadron, 2 Wessex HAR Mk.1s ed 1 Gannet COD MK.4. in seguito rimpiazzato da un AEW3. I Buccaneers potevano essere utilizzati come aerei cisterna utilizzando serbatoi aggiuntivi, o come aerei da ricognizione con macchine fotografiche posizionate sulla carlinga. Nel luglio 1976 partecipò in rappresentanza del Regno Unito alle celebrazioni per il bicentenario degli Stati Uniti a Fort Lauderdale. Inizialmente era previsto di ritirare l'unità dal servizio attivo verso la metà degli anni settanta, ma venne mantenuta attiva più a lungo anche utilizzando come pezzi di ricambio parti della sorella Eagle, già radiata dalla marina britannica.
Entrò nella base navale di Devonport per l'ultima volta il 4 dicembre 1978 venendo radiata il 14 febbraio 1979. Il 29 marzo 1980 il Ministero della Difesa annunciò che la nave sarebbe stata demolita, mettendo fine a vari progetti di conservazione dell'unità come museo. Lasciò Devonport il 22 settembre 1980 per essere demolita a Cairnryan, nei pressi di Stranraer, in Scozia, dove giunse il 28 settembre. La demolizione durò fino al 1983. Varie parti della nave sono state conservate: ad esempio un'ancora è esposta al Fleet Air Arm Museum della base di Yeovilton.